# Eparchie Barentu
Die in Eritrea gelegene Eparchie Barentu (lateinisch Eparchia Barentuana; Tigrinya ካቶሊካዊ መንበረ ጵጵስና ዘባረንቱ Katolikkawi Mänbärä P̣ǝp̣p̣ǝsǝnna zäBaräntu) ist ein Bistum (Eparchie) der eritreisch-katholischen Kirche, welche mit der römisch-katholischen Kirche uniert ist. Am 21. Dezember 1995 wurde es dem Territorium der Eparchie Asmara entnommen. Die Eparchie gehörte bis 2015 der Kirchenprovinz Addis Abeba der äthiopisch-katholischen Kirche an.
Mit der Errichtung der Eritreisch-Katholischen Kirche wurde die Eparchie am 19. Januar 2015 der Erzeparchie Asmara als Suffragan unterstellt.

## Bischöfe
- Luca Milesi OFMCap, 1995–2001
- Thomas Osman OFMCap, seit 2001